# فرودگاه یوتواتا
فرودگاه یوتواتا  (به انگلیسی: Yotvata Airfield) یک فرودگاه همگانی با کد یاتا YOT است که یک باند فرود آسفالت دارد و طول باند آن ۱۰۱۵ متر است. این فرودگاه در شهر یوت‌واتا کشور اسرائیل قرار دارد و در ارتفاع ۹۱ متری از سطح دریا واقع شده است.